# Dom La Nena
Dom La Nena (Porto Alegre, Rio Grande do Sul, Brasil em 1989) é uma violoncelista, compositora e cantora franco-brasileira. Seu álbum de estreia, Ela, foi lançado em janeiro de 2013 (nos EUA e Canadá).

## Vida

### Infância entre Porto Alegre e Paris
Dominique Pinto, conhecida profissionalmente como Dom La Nena, nasceu em 1989, em Porto Alegre, Rio Grande do Sul, Brasil. Começou a estudar piano aos cinco anos de idade, antes de mudar para o violoncelo, três anos depois por conta de uma conversa com o professor de violoncelo de sua escola durante uma viagem a Florianópolis, em Santa Catarina. Ela conta que as duas escolas que mais a marcaram foi a Escola Projeto, onde ela cursou o ensino fundamental, e a escola Tio Zequinha, onde teve as primeiras aulas de música. Com a idade de oito Dom La Nena mudou-se para Paris, França, onde o pai foi fazer o doutorado em Filosofia Medieval. Suas primeiras impressões da Cidade Luz foram o frio e o cinza dos prédios, já que a família se mudou durante o inverno setentrional. Com o passar dos anos, ela acabou por se habituar à capital francesa.

### Adolescência em Buenos Aires
Ao mudar de volta ao Brasil, cinco anos depois e diante da impossibilidade de estudar seu instrumento em Porto Alegre, Dom La Nena entrou em contato com a aclamada violoncelista americana Christine Walevska, conhecida como "deusa do violoncelo", depois de buscá-la na lista telefônica de Nova York. Walevska incentivou Dom La Nena se mudar para Buenos Aires, na Argentina, e tornar-se sua aluna. Com o consentimento de seus pais, Dom Lana Nena mudou-se sozinha para a Argentina apenas seis meses depois de voltar de Paris, onde estudou com Walevska e outros professores por vários anos. Também fez prática orquestral no Teatro Colón. Seu nome artístico, Dom La Nena, vem do seu nome de nascimento (Dominique) e de seu apelido de quando estudava violoncelo na Argentina: por ser sempre a mais nova da sala, seus colegas a chamavam de la nena (a menina, a pequena, a miúda).
Depois cinco anos vivendo na cidade portenha, Dom La Nena se mudou de volta para Paris onde atualmente mora. Este desapego geográfico fica explícito em sua arte.

## Carreira
As primeiras apresentações de Dom La Nena aconteceram ainda na infância em Porto Alegre quando ela e os demais alunos de sua escola tocavam pequenos concertos todas as semanas para os pais. Sua primeira atuação profissional, contudo, aconteceu na Aliança Francesa de Buenos Aires num concerto produzido pela Association Saint-Exupery chamado Vol de Nuit para ajudar crianças carentes na Argentina sob os auspícios da atriz francesa Marie-Christine Barrault. Dom La Nena não tinha muita certeza o que queria fazer com seu talento musical até que começou a tocar música popular.
Dom La Nena voltou para Paris aos 18 anos e logo foi chamada para tocar o seu primeiro concerto de música pop: uma sessão com britânica cantora-atriz Jane Birkin, tocando sem partituras ou maestros pela primeira vez. Foi convidada por uma das produtoras de Birkin para tocar violoncelo no álbum Enfants d'Hirvern (2008). Ao longo dos próximos 2 anos, Dom La Nena excursionou com Birkin, apoiando também cantora e atriz francesa Jeanne Moreau. Ao retornar da turnê internacional de Birkin, Dom La Nena estava definida a trabalhar em seu primeiro álbum. O processo de escrita, no entanto, mostrou-se bastante desafiador – segundo ela, as diversas facetas de compor, escrever e cantar eram muitas novidades de uma só vez. Foi em um jantar social em Paris que Dom La Nena conheceu e logo iniciou uma parceria artística com o cantor e compositor Piers Faccini, com quem seu marido, o diretor Jeremiah, tinha feito vários vídeos. Seus álbuns seguintes foram fruto de canções compostas durante a turnê do primeiro disco e parceiras com diversos outros artistas.
Dom La Nena não considera seu processo criativo de composição das canções como algo consciente, classificando-o, inclusive, como algo bastante abstrato e aleatório. A artista prefere não catalogar o seu estilo musical, frisando que seu objetivo é apenas fazer uma música sincera, sem imitações. Dom La Nena não escolhe a língua com que comporá uma canção; segundo ela, o processo de escrita é natural e espontâneo. Seu processo criativo também é indefinido: algumas vezes ela compõe no violoncelo, outras no piano – depende de qual instrumento ela tem ao lado. Sua música já foi definida, entre outros adjetivos, como minimalista.

### Concertos

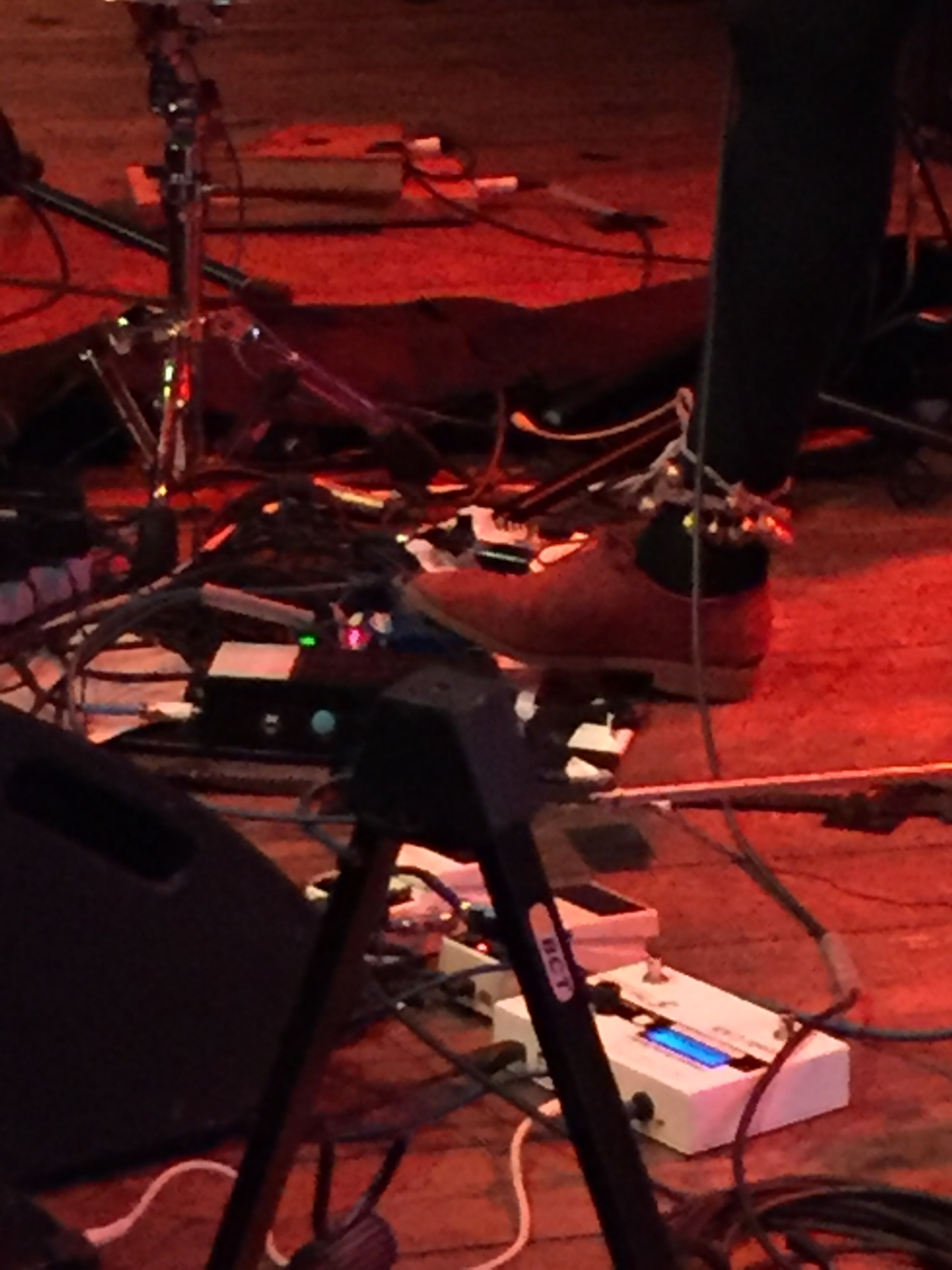
Dom La Nena usa diversos pedais de looping para criar sua música como um "castelo de cartas".

### Birds on a Wire

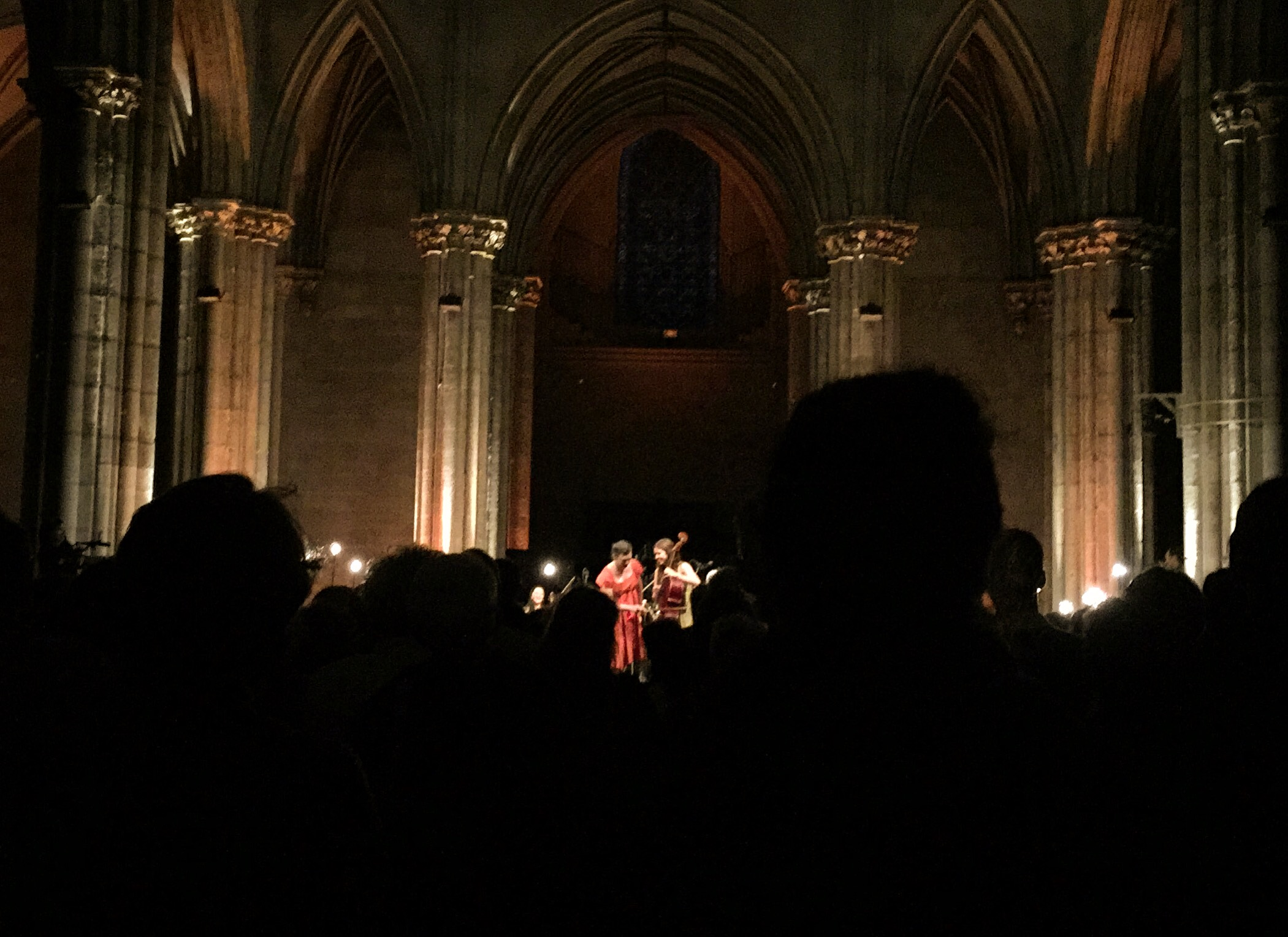
Birds on a Wire na Basílica de Saint Denis em 2016.